# 金州新区
金州新区是辽宁省大连市下辖的一个新区，位于金州区中南部，非中华人民共和国民政部在册的行政区。2010年4月29日成立。 

## 概况
辖境包括金州区除二十里堡、三十里堡、石河和亮甲店4个街道以外的12个街道以及开发区下辖的9个街道，面积1039.8平方公里。人口54.6万人。
行政管理上采取“一个机构两块牌子”模式，设金州新区管委会并与金州区政府合署办公，同时挂大连经济技术开发区管委会（金石滩国家旅游度假区管委会）和金州区政府的牌子。
现任党工委书记姚家凯，金州区代区长、党工委副书记兼管委会主任张世坤。

## 发展
金州新区未来发展重心为航运服务集聚区、现代产业集聚区、滨海旅游、宜居城区，围绕13个港口码头和8个现代产业聚集区建设，发展装备制造、钢材、造船、船舶配套、汽车电子、高新技术、新型建材、农副产品加工、商贸旅游等产业集群。预计2010年固定资产投资将达1400亿元，实际利用外资将增长20%以上。
大连市于4月9日正式启动新市区管理体制改革，新市区计划在今后5至10年内经济总量达到全大连市一半以上，成为大连经济发展新的增长极；成为大连对外开放的前沿；发展新兴产业，使之形成国际化现代产业的集聚区；2030年人口达300万以上，成为大连生态宜居的新城区。金州区既是大连新老市区的连接枢纽，也是新城区的核心，是推进大连全域城市化和未来发展的关键。金州新区组团则是大连新市区规划建设范围和三大组团之一（金州新区组团、保税区组团和普兰店湾新区组团）。以及促进金州区与开发区一体化。